# Monts des Nemencha
Les monts des Nemencha, aussi appelés monts des Nemetcha ou Nememcha, sont une chaîne montagneuse d'Algérie située à l'Est du pays et constituant une partie de l'Atlas saharien. Voisins du massif de l'Aurès, ils sont habités par la confédération tribale chaouie homonyme.

## Toponymie
Le terme Nemencha, parfois transcrit Nementchas, désigne à la fois cet ensemble géographique et une confédération tribale berbère chaouie.

## Géographie

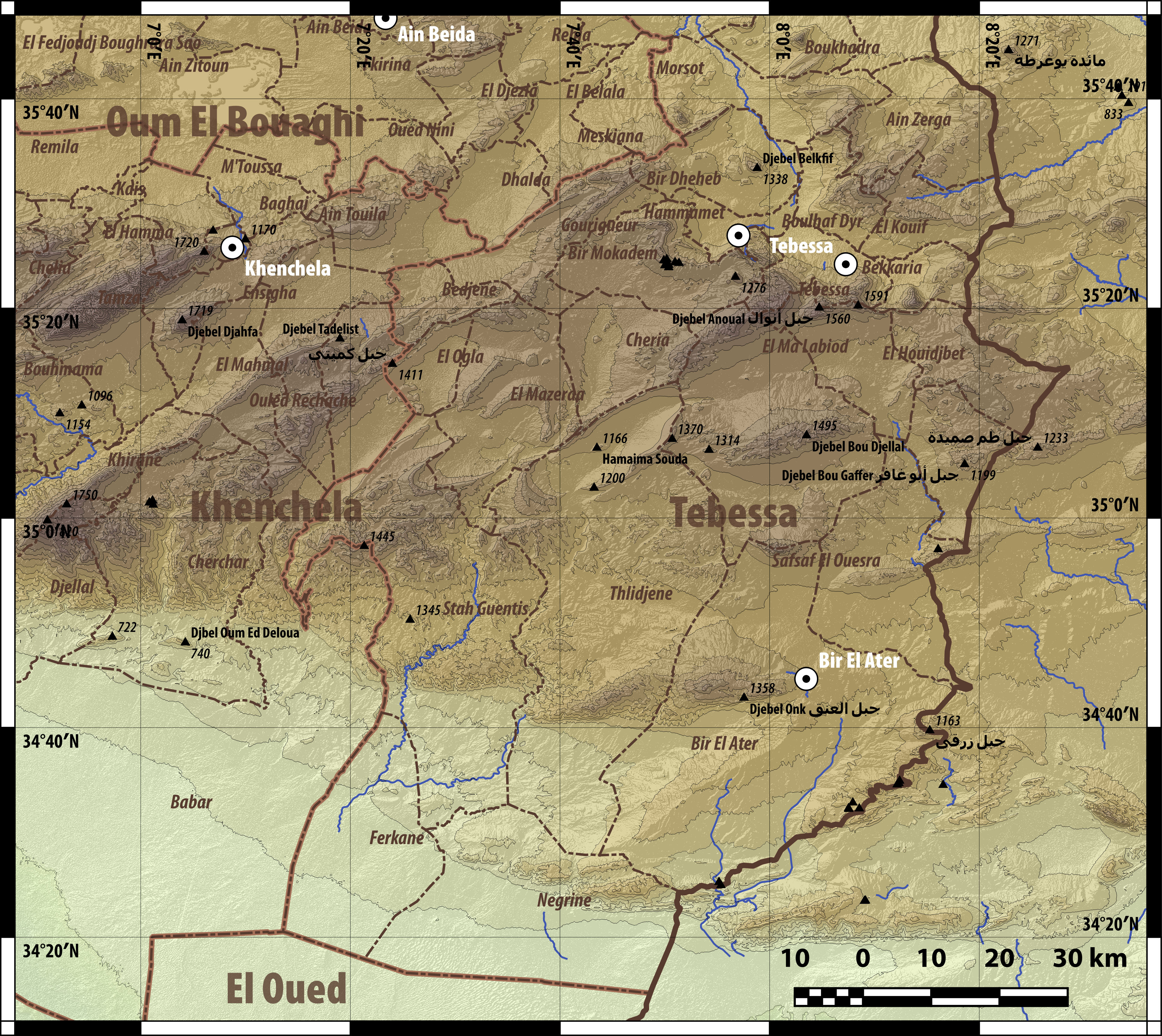
Carte topographique des monts des Nemencha.

Les monts des Nemencha font partie de l'Atlas saharien. Ils sont situés entre le massif de l'Aurès à l'ouest et les monts de Tébessa au nord-est. Ils constituent un ensemble de plateaux dominant le Sahara et séparés par d'immenses dépressions. La rivière Mellagou (oued el-Arab) délimite la frontière naturelle avec le massif de l'Aurès. Toutefois, cette limite est arbitraire, les deux ensembles sont les parties les plus massives de l'Atlas saharien. Les monts des Nemencha s'étendent à l'est, jusqu'à la frontière tunisienne. 
Les monts des Nemencha sont creusés de gorges profondes et présentent localement un paysage de causses. Les plis sont plus lâches. Le djebel Dokhana culmine à 1 712 m, le djebel Foua atteint presque 1 500 m et le djebel Onk 1 338 m. Au sud, des couches calcaires faiblement ondulées forment un plateau qui plonge rapidement sous les alluvions du Sahara. Le relief est vallonné au nord, et tabulaire au sud, ouvert sur des plaines marécageuses.
Les monts de Nemencha sont peu boisés, et couverts principalement par la steppe. Toutefois, le climat est semi-aride à hiver froid, avec des précipitations moyennes annuelles de 256 mm. Elles atteindraient, sur les plus hauts sommets, 550 mm au nord et 350 à 450 mm au sud-ouest.
L'absence de forêt ne peut pas résulter de facteurs naturels seuls, même compte tenu de la tendance à l'aridification du climat, mais également à l'action humaine notamment durant la période romaine, qui a conduit à une forte érosion des sols qui a empêché le développement des arbres. La faune est également pauvre, elle compte principalement des mouflons, des gazelles transhumants, des vautours blancs, des aigles et des milans.

Paysages des Nemenchas
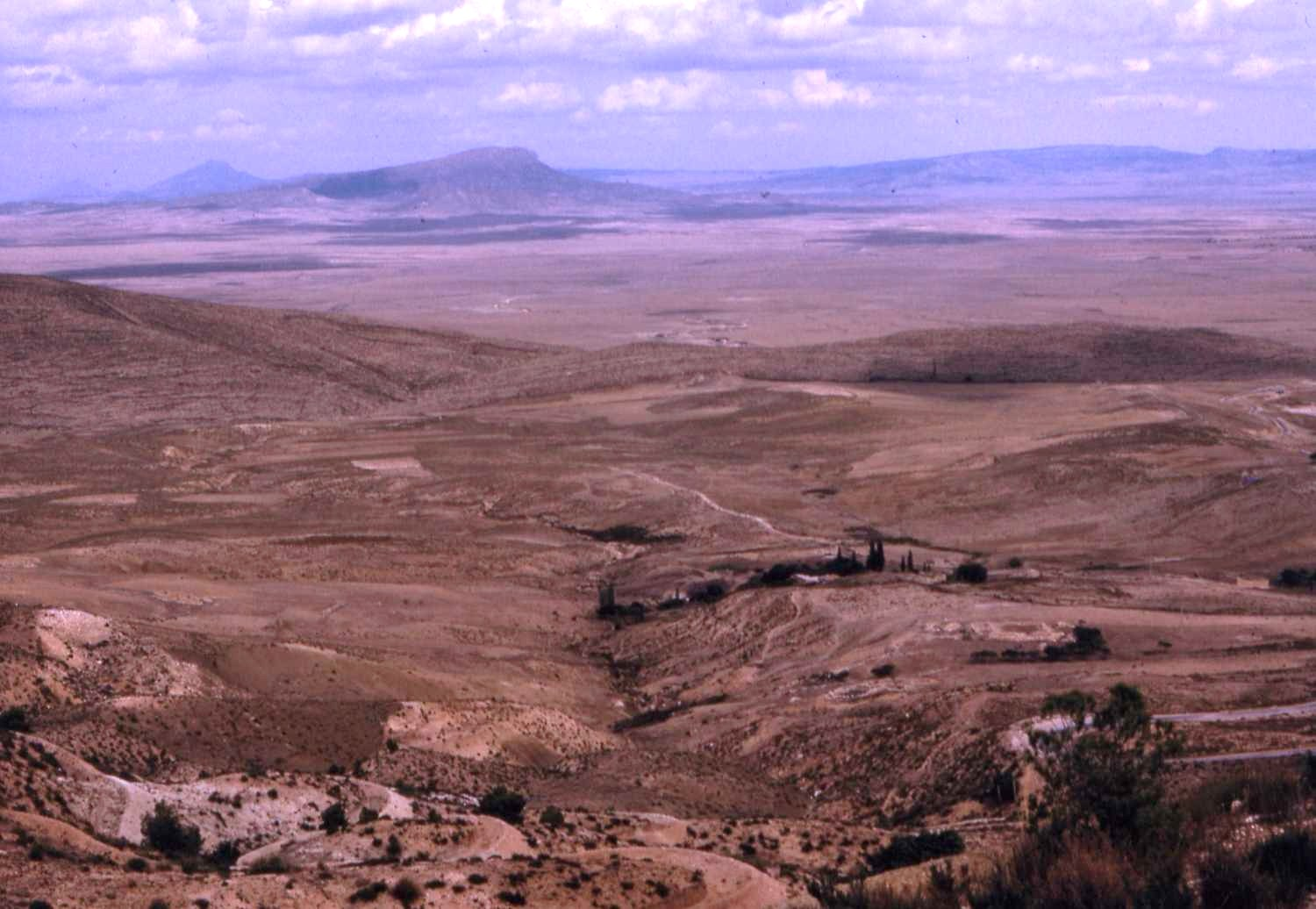
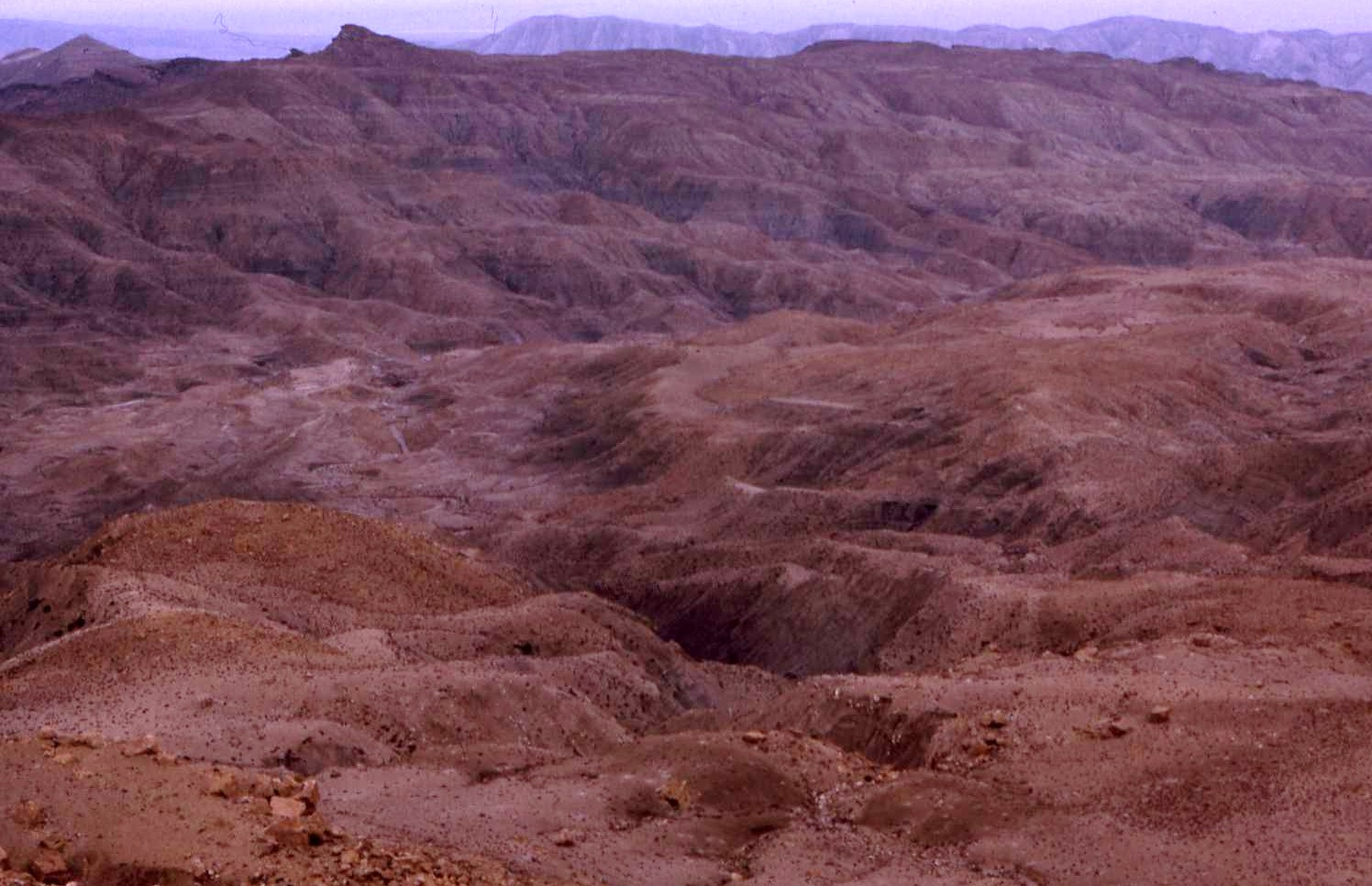
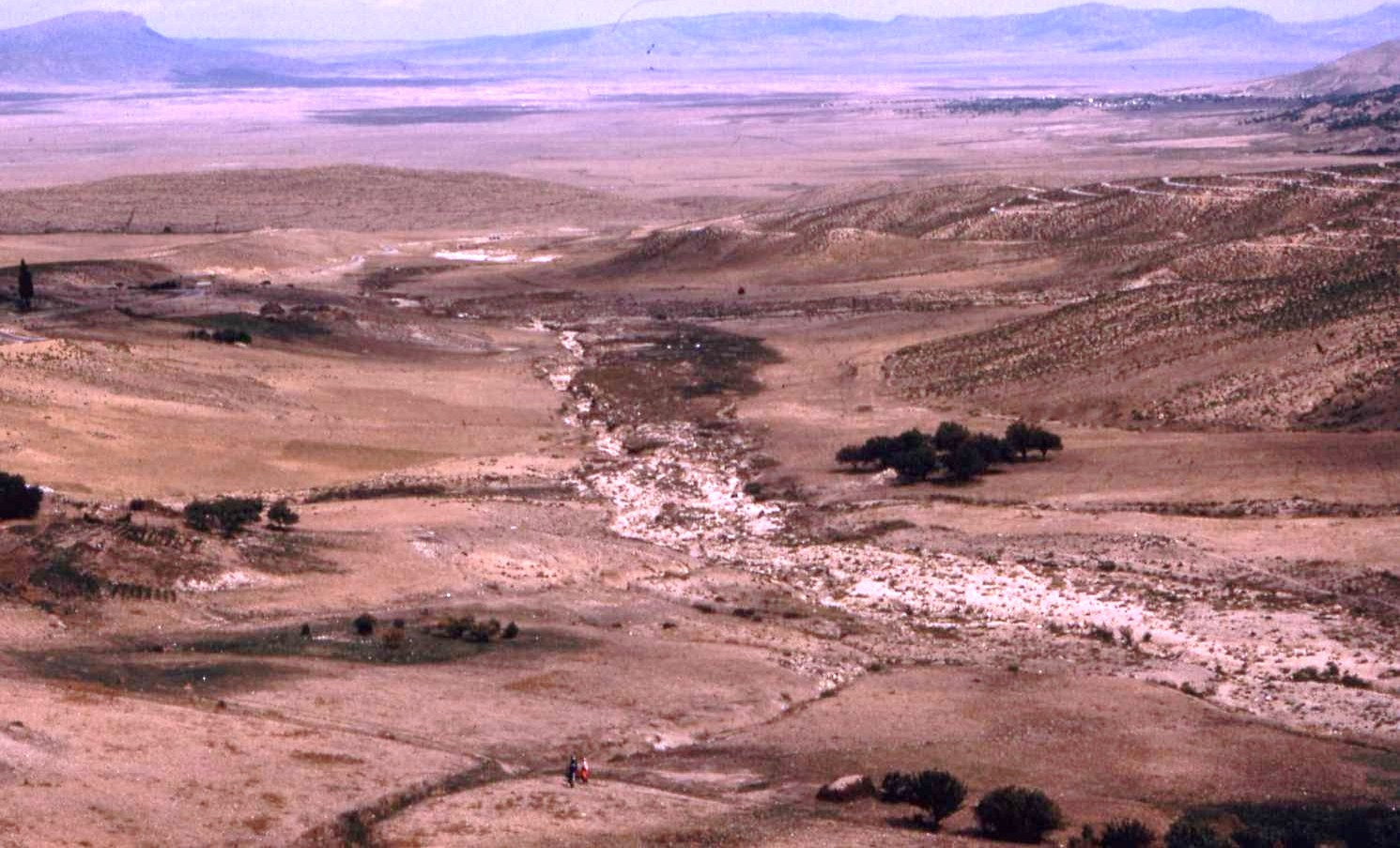

## Populations

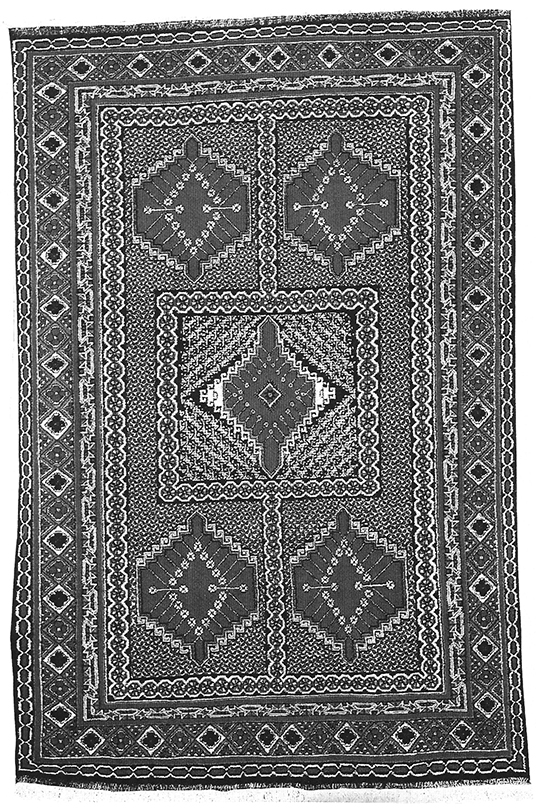
Tapis des Nemencha.

Les monts font partie du « pays Nememcha », quadrilatère enfermé entre Tébessa, Bir el Ater, Khenchela et Khenguet Sidi Nadji, qui est le domaine des Nemencha, confédération de tribus pastorales et berbérophones, appartenant aux Chaouis.
En géographie humaine, les Nemencha ont été peu étudiées. Les nomades se sont progressivement sédentarisés pendant le XXe siècle. Ce mouvement de fixation s’est accéléré pendant la guerre d'Algérie, par la création de certains villages de regroupement.
La société est encore marquée par le mode de vie agropastorale, même s'il a subi des mutations considérables. Les populations utilisent le piémont saharien  en hiver, les hauteurs (1 000 m) en été ; au printemps, les troupeaux remontent lentement pour profiter des jeunes steppes des contreforts montagneux. Cette achaba (transhumance) entre haut et bas pays met chaque année en mouvement plusieurs centaines de milliers de têtes.
Le parler des Nemencha représente l'extension orientale des parlers chaoui. Il est en contact direct avec les parlers arabes bédouins.

## Patrimoine

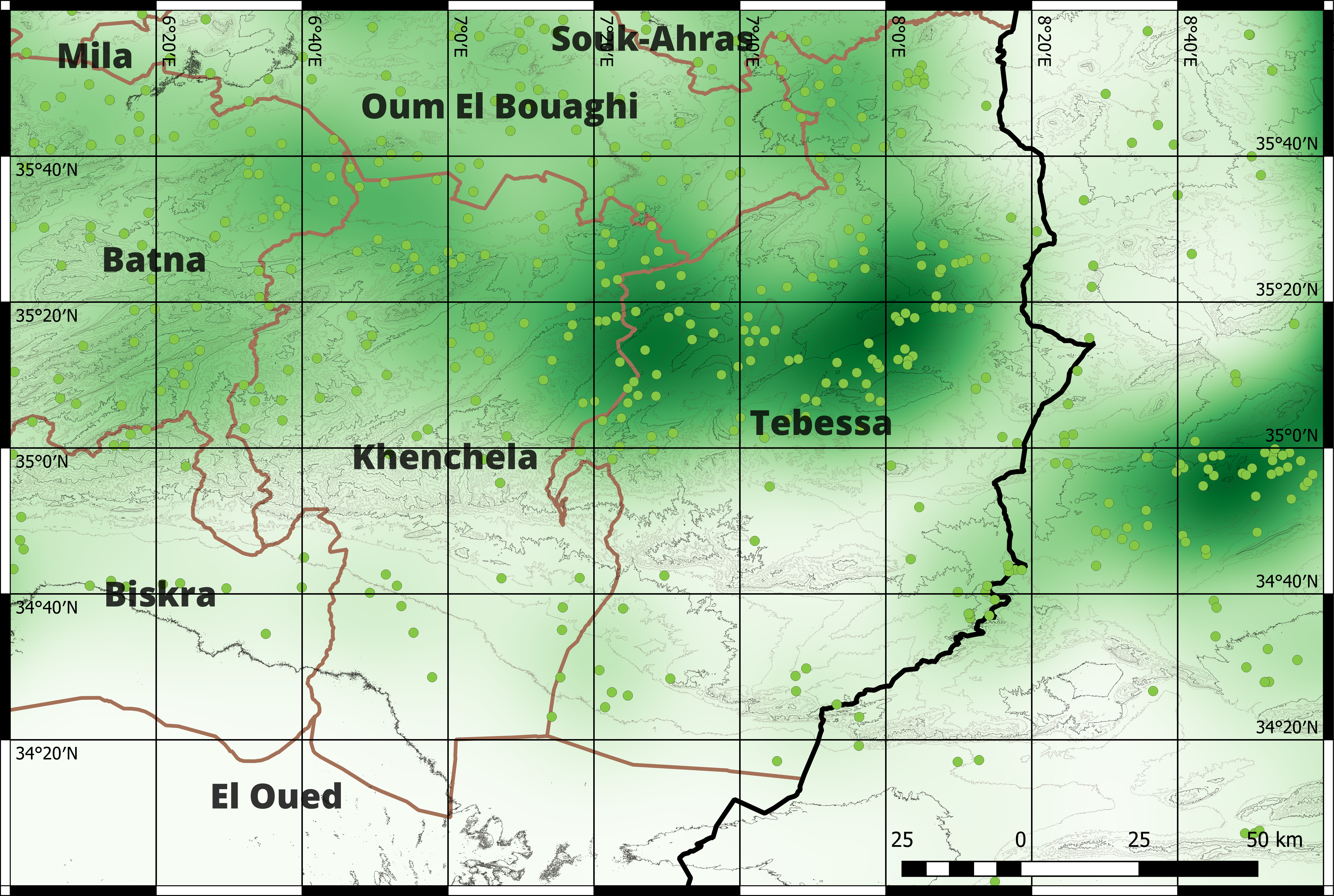
Densité et distribution des ruines antiques dans les monts des Nemencha.

La région est riche en vestiges romains.
Les monts des Nemencha disposent aussi de sites préhistoriques importants notamment deux sites datant du Paléolithique : le site acheuléen d'El Ma Labiodh et le site atérien de Bir el-Ater.